# Сучная
Сучная — деревня в Пушкиногорском районе Псковской области, в составе Велейской волости.

## География
Находится на восточном берегу озера Велье. С юга примыкает деревня Лямоны (Ляманы-Слезаровы), к востоку ранее находилась деревня Крючково.
Расстояние до районного центра Пушкинские Горы составляет 23 км.

## Население
| 2001 | 2002 | 2010 |
| ---- | ---- | ---- |
| 10   | ↗13  | ↗16  |

## Транспорт
Автодорога 58К-143.